# Budagyöngye Bevásárlóközpont
A Budagyöngye Bevásárlóközpont egy kereskedelmi létesítmény Budapest II. kerületében, Pasarét városrészben, a Szilágyi Erzsébet fasor, a Pázsit utca és a Házmán utca által közrefogott területen. 1994-ben nyílt meg, a kezdetek óta négy szinten működnek üzlethelyiségei: az élelmiszer jellegű üzletek túlnyomórészt a pinceszinten, a lakberendezési és műszaki cikkeket árusító üzletek leginkább a második emeleten, a többi üzlet pedig a földszinten és az első emeleten kapott helyet. Földszintjén viszonylag nagy területet alakítottak ki egy bankfiók és egy étterem részére; második emeletén egy terasza is van, amely azonban nem teljesen nyitott az üzletház vásárlói előtt, többnyire csak az ottani lakberendezési áruház látogatói vehetik igénybe.

## Története
A Budagyöngye 1994-ben nyílt meg, Buda első modern bevásárlóközpontjaként. Helyén 1934 óta a Budagyöngye Piac működött kis alapterületű bódékkal, az építkezéskor ezért igyekeztek átmenteni a korábbi hangulatot, hasonlóan kis alapterületű üzlethelyiségek létesítésével és az egész épület átriumszerű kialakításával. A négy eladószint közel tízezer négyzetméteres alapterületén mintegy 120 kereskedelmi vállalkozás illetve szolgáltató üzletei találhatók.
Az alapítás óta eltelt, immár két és fél évtized alatt jó néhány üzlethelyiség profilja, illetve tulajdonosa változott, ma már kevés az olyan üzlethelyiség, amely 1994 óta változatlan keretek között működik, de a négy szint jellege keveset változott. A bevásárlóközpontot a kezdetektől az igényes környékhez igazodó különleges áruválaszték jellemezte, ezt az „elit” jelleget az egész létesítmény azóta is őrzi.

## Üzletek és szolgáltatások
A legalsó, mínusz egyes jelölésű vásárlószinten mindig is elsősorban – bár nem kizárólag – élelmiszer jellegű üzletek kaptak helyet. Az átriumszerű téren terasz jellegű területet képeztek ki, amely az egyik nagyobb alapterületű, éttermi funkcióhoz kialakított üzlethelyiséghez tartozott; ez sokáig a Pizza Hut étteremhálózat itteni üzletét szolgálta ki. Jellegadó, hosszú időn keresztül, vagy akár jelenleg is működő üzletei voltak még ennek a szintnek egy sajt-, egy halszaküzlet, egy biobolt, egy zöldségüzlet, egy pékség és legalább egy, néha egyidejűleg több kávézó.
A földszinten, a bejáraton kívül zöldségespult kapott helyet, és két olyan, nagyobb alapterületű üzletteret is kialakítottak itt, amelyek a bevásárlóközpont nyitva tartásától függetlenül, az utcáról is közvetlenül elérhetők. Az épület Pázsit utcai végén egy bankfiók volt az egyik ilyen, függetlenül megközelíthető üzlettér, itt a Budapest Bank fiókja nyert elhelyezést, a Házmán utcai oldalon pedig egy gyorséttermet alakítottak ki, amely sokáig a McDonald’s étterme volt, később egy rövid időre egy másik, kevésbé ismert étteremláncé lett, ma pedig a K&H Bank egyik fiókja működik benne. Található még a bevásárlóközpont földszintjén gyógyszertár és Clinique szépészeti üzlet, drogéria is.
Az első emeleten többek között ruházati, ékszerüzletek, papír-írószerbolt és ajándékboltok kaptak helyet, szintén ezen a szinten kaptak helyet a bevásárlóközpont könyvesboltjai is. A második emeleten pedig jellemzően nagyobb alapterületű üzlethelyiségeket hoztak létre, lakberendezési jellegű üzletek számára; a Pázsit utcai épülettömbben kialakított Hacienda Lakásstúdió már kezdetben az egész bevásárlóközpont egyik legnagyobb üzletterű kereskedelmi egysége volt, ráadásul az azt üzemeltető vállalkozás később a második emelet több más üzlethelyiségét is birtokba vette, tovább szélesítve a kínálatát. Működött itt számítógépszerviz és a dán Bang & Olufsen márka hangtechnikai luxustermékeit árusító szaküzlet is.
Az üzletház szolgáltatásait a mínusz kettes szinten egy őrzött mélygarázs is kiegészíti, melynek használatáért fizetni kell; a mélygarázs lehajtója a Pázsit utcából nyílik, felhajtója pedig a Házmán utcába vezet. Az épület előtti területen ugyancsak őrzött parkoló található, amely szintén fizetős, környező utcákban azonban – a Szilágyi Erzsébet fasor szervizútjának és itteni mellékutcáinak mindkét oldalán – bőséges számú, ingyenesen igénybe vehető parkolóhely áll a saját járművel érkezők rendelkezésére.

## Megközelítése közösségi közlekedéssel
A Széll Kálmán tér, illetve a Széna tér felől Budakeszi és Hűvösvölgy felé induló közösségi közlekedési járatok mindegyike érinti a Budagyöngye Bevásárlóközpontot, sőt mindegyik meg is áll itt. Eltéveszteni sem lehet, hogy hol kell az üzletházhoz leszállni az adott villamos-, kékbusz- vagy Volánbusz-járatról, mert a megállóhely neve is Budagyöngye. [Természetesen a megállóhely sokkal régebb óta viseli ezt a nevet, mint amióta a bevásárlóközpont működik, ilyen néven már közel egy évszázaddal korábban is létezett vendéglátóhely Buda ezen vidékén.]
Elhalad még, és megáll itt a 129-es és a 291-es busz is, a közeli Pasaréti úton haladó 5-ös busztól pedig 7-8 perces, hangulatos kis utcákon teljesíthető sétával érhető el a bevásárlóközpont (a belváros felől érkezőknek a Gábor Áron utca, a Pasaréti tér felől érkezőknek a Lotz Károly utca megállóhelynél célszerű leszállniuk a buszról, de az üzletház mindkét megállóhelytől nagyjából azonos távolságra található).